# 組合肉

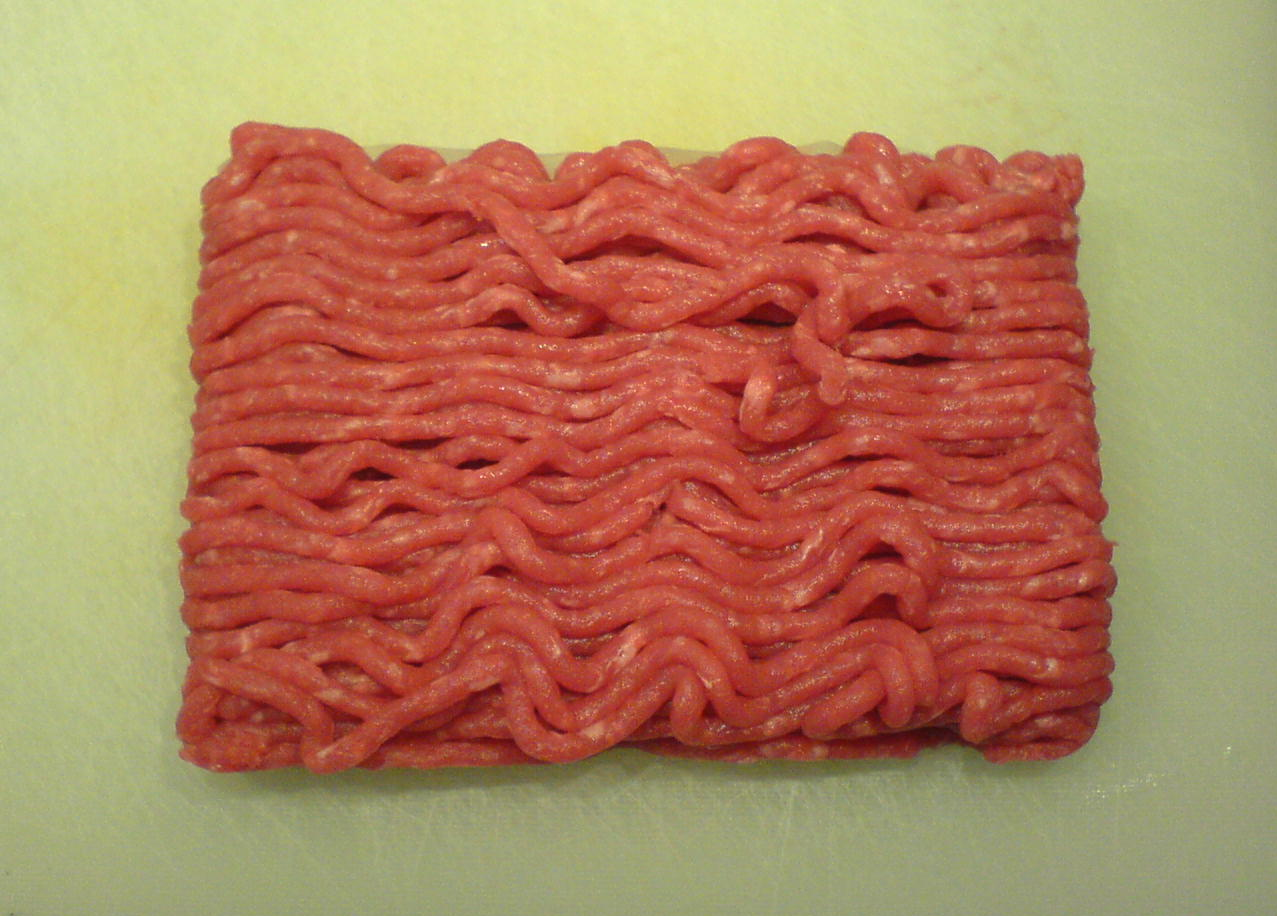
一块组合牛肉

組合肉（英語：restructured meat products），又稱重組肉、拼裝肉、組裝肉、合成肉，泛指將碎肉渣，以蛋白黏合，常做成肉乾，仿製牛排、豬排等肉类食物。由於，碎肉渣接觸空氣的表面積增大，比較容易遭受微生物污染。如未完全熟食，容易引起食物中毒。由於成本低廉，組合肉被廣泛使用為成本較高的牛排、豬排、雞塊等肉品的替代食品。
在台灣，衛生署曾要求牛排業者，如果使用組裝的牛肉，要清楚標示在菜單上。然而，不具強制性，仍有業者沒有標示，直到2014年11月，衛福部食藥署公佈肉品名稱標示草案，規定包裝、散裝、餐飲、小吃業只要使用非單一肉品、魚片產品，均須強制清楚標示重組或調理肉字眼，並加註熟食，2014年12月中旬實施。

## 歷史

### 美國
南北戰爭之前，肉類產業已經本地化，附近的農民為當地屠夫提供牛肉和生豬，以服務當地市場。戰爭期間的大型陸軍合同吸引了有遠見建立更大市場的企業家。 1865-1873年之間提供了使該行業國有化的五個因素：
- 城市的快速發展為鮮肉提供了一個利潤豐厚的新市場。
- 大型牧場的出現，鐵路的作用，冷藏，創業的本領。
- 養牛場大規模轉移到大平原，從德克薩斯州向北。
- 陸路牛車將大群牛群轉移到堪薩斯州的鐵路頭，那裡的牛車將活的動物運往東部。
- 堪薩斯州的阿比林成為鐵路總站，每年運送35,000頭牛，主要運往堪薩斯城、密爾沃基和芝加哥。

在密爾沃基，來自紐約的雄心勃勃的企業家菲利普·阿莫爾在戰爭期間通過陸軍合同發家致富，他與雅各布·普蘭金頓合作建造了一個為中西部上游提供服務的高效堆場。芝加哥於1865年在市中心以南345英畝的沼澤地上建造了著名的聯合畜牧場。 Armor開設了芝加哥工廠，另一位戰時承包商納爾遜·莫里斯也開設了工廠。辛辛那提和布法羅都擁有良好的水和鐵路服務，也開設了堆場。也許最有活力的企業家是古斯塔夫·富蘭克林·斯威夫特，他是一位在波士頓以外經營並於 1875 年搬到芝加哥的洋基人，專門從事向東部城市的長途冷藏肉類運輸。
1881 年引入了實用的冷藏（冰冷）軌道車。這使得運輸牛和豬的屍體成為可能，它們的重量僅為活體動物的 40%；由鐵路服務的整個國家市場以及使用冷藏船的跨大西洋市場都被打開了。斯威夫特建立了牛採購、屠宰、肉類包裝和將肉類運送到市場的綜合網絡。在那之前，牛被驅趕到很遠的鐵路運輸點，導致牛失去了相當大的重量。斯威夫特發展了一項大型業務，隨著幾家競爭對手的加入，該業務的規模不斷擴大。
1906 年的《純食品和藥物法》是導致成立食品和藥物管理局 (FDA) 的一系列立法中的第一個。同年通過的另一項此類法案是《聯邦肉類檢驗法》。新法律幫助了大型包裝商，並損害了缺乏規模經濟或質量控制的小型企業。

歷史學家威廉·克羅農總結道：
由於芝加哥的包裝工，懷俄明州的牧場主和愛荷華州的飼養場農民經常為他們的動物找到一個可靠的市場，並且平均而言，他們在那裡出售的動物可以獲得更好的價格。 同時，出於同樣的原因，所有階層的美國人在他們的餐桌上發現了種類更多、質量更好的肉類，平均價格比以往任何時候都低。 從這個角度來看，包裝工的“剛性經濟體系”似乎確實是一件非常好的事情。

### 阿根廷
阿根廷擁有建立世界級肉類加工業的自然資源和人才，然而，它在進入歐洲市場的成功受到限制，因為他們的肉類生產質量控制不佳，冷凍肉普遍不如美國和澳大利亞出口的冷凍肉。 到1900年，阿根廷政府鼓勵對該行業進行投資以提高質量。 英國主導了世界航運業，並開始為他們的船舶安裝冷氣集裝箱，並建造新的冷藏輪船。 當阿根廷工業最終獲得英國市場的很大一部分時，Pateros和貿易限制限制了它對歐洲大陸的滲透。

### 中國
在20世紀後期，由於中產階級的迅速崛起，肉類在中國從一種次要的特色商品轉變為食品供應的主要因素，這是從一個只能為城市居民提供少量肉類的國家向世界上最大的肉類生產國的轉變，這是從主要城市的少數加工廠到全國數千家現代肉類包裝和加工廠的轉變，同時伴隨著中產階級的快速增長。

## 概要
- 以日本為例，主要使用從牛乳中提煉出的酪蛋白[11]、鹿角菜胶、磷酸鹽、鹼性製劑等，來作為軟化劑與結着劑。
- 由於食品加工技術的進步，在日本2006年的年間消費量逐漸上升[12]，且以日本食肉加工協議會為主的加盟工廠開始生產製造一種成型肉「雪華肉[13][14]」來進行販售。

## 問題點

### 日本过敏的問題
- 日本在使用酪蛋白的場合，對牛乳過敏的人有必要需要注意。

### 日本食物中毒的問題
- 由於進行屑肉混合工程的時候、大腸桿菌O157:H7型等容易造成食物中毒的病菌容易進入肉的內部孳生。部份普通的牛排中有沙朗部位與菲力部位等牛的筋肉有使用到。但是，成型肉的内部可能含有細菌，該肉的表面雖然經過燒烤，但裡面的細菌沒有被殺死。這個時候，食用這種成型肉而導致食物中毒的危險性是高的。
- 2009年，在日本，一間牛排連鎖餐廳「胡椒廚房」，因一項商品「角切りステーキ」使用到所謂加熱不足的成型肉，發生大腸桿菌O157:H7型等食物中毒事件。
- 現在，根據日本的《食品衛生法（日语：食品衛生法）》限制成型肉能提供的場合，表示販賣者有義務必要將食材加熱到全熟。

## 危險性

### 未煎熟
1928年的美國，發生過牛肉漢堡未煎熟引起嚴重食物中毒的事件，患者出現腸道出血情況，當時並造成8、9人死亡。
2009年，在馬薩諸塞州、緬因州、和康涅狄格州等地的肉店已銷售新鮮的紐約州碎牛肉上，發現了大腸桿菌O157:H7型的蹤跡。若未加熱至全熟，容易發生疾病。
美國FDA研究
要食用組合牛排，若未加熱至全熟，將可能導致細菌感染。
其他研究
長庚醫院病毒科已故醫師林樑表示，
這種組合肉千萬不要吃三分熟，五分熟或七分熟，最好能吃「全熟」（well done、 fully ripeness）。
林口長庚臨床毒物科博士林中英表示，
「添加磷酸鹽還有食鹽，它就可以當成是黏著劑，透過兩者的作用，可以讓我們蛋白質的表面，會產生一個叫做黏性蛋白，黏性蛋白可以把整個組合肉拼湊成一起。」「……吃多了，對於我們的心血管疾病、對於我們腎臟、肝臟都是負擔。」
林口長庚毒物科醫師顏宗海指出，
市面上重組肉標示不清，「如果老年人或是抵抗力較弱的人，吃下未經煮熟的重組牛肉，恐引發急性腸胃炎，甚至是敗血症。」
哈拉尔德·楚尔·豪森（2008年諾貝爾獎生理學或醫學獎得主）
2014年10月17日在高雄醫學大學的「2014傳染病與癌症國際研討會 」上提出，吃未熟牛肉易導致腸癌，建議民眾應該要煮熟再食用，不要為了口腹之慾犧牲健康。
2015年7月22日假中原大學演講，指出「帶血」的牛肉與「未經消毒」的生乳，潛藏導致「漸凍人症」（肌萎缩性脊髓侧索硬化症）的危險因子，建議食用牛肉最好「全熟」。

### 常食用全熟
英國《每日郵報》（Daily mail）報導了一項由美國進行的研究，總計有1000名男性參與實驗，研究結果，常吃烤牛肉、漢堡肉，及動物內臟、加工肉品者，罹患嚴重的攝護腺癌的機率，比不吃肉、少吃肉或吃半熟肉者多出一倍，其中研究病情進展快速或難以治療的攝護腺癌患共470人。

## 辨識
餐廳主廚蔣世隆表示，「是由許多邊邊角角的肉下去拼湊，不論是沙朗牛排還是菲力，其實品質是好的，可以食用。」「它組合紋路就是非常的不均勻，紋路比較細、紋路比較深，這兩塊一看出來大概是組合面。」把組合肉和肉塊擺一塊看，組合肉油花分布比較不均勻，肌理紋路也有差，口感上組合肉軟嫩，卻沒有肉塊的彈性度。火鍋涮肉時才輕輕拿起，或是一放進熱鍋肉就碎掉，八九不離十是組合肉，只是經過加工就絕對有污染，建議組合肉盡量吃全熟。
2014年10月底，《臺灣商業周刊》轉載部落客踢小米的《牛排原肉、組合肉傻傻分不清？美食達人教你3招分辨！》一文，簡介組合肉和原肉的差別。

## 標示
- 2004年，行政院衛生署曾訂定重組肉處理原則[28]，但卻未落實執行。《食品安全衛生管理法》第22條規定，使用合法添加，並詳實標示完整包裝食品中所含各項原料，重組肉品並不違法。
- 2014年，董氏基金會食品營養組主任許惠玉認為，因政府組織改造、法規修改等種種原因，相關處理原則更早已失效。[18][29]
- 2014年10月，因「頂新飼料牛油風暴」連帶讓重組牛肉問題浮上檯面。[30]
- 2014年10月30日，衛生福利部食品藥物管理署指出將研議修法，餐廳、小吃店、夜市攤商若使用重組肉，應強制於菜單上加註「重組」等字樣，否則最高可罰400萬元。[31][32]
- 2014年11月初，食藥署食品組組長潘志寬表示，現行《食品安全衛生管理法》第28條規定「食品標示、宣傳或廣告，不得有不實、誇張或易生誤解之情形。」已足以處理組合肉相關問題，不會再另訂法規來規範組合肉標示方法。未來各縣市衛生局稽查時，若發現業者有未誠實標示組合肉之情形，即可依法開罰。[18][33]
- 2014年11月18日，食藥署發佈《重組肉品名標示原則（草案）》[34]，包裝、散裝食品、菜單或明顯處標示供應的是「重組肉」，且僅供熟食；熱狗、火腿、貢丸、漢堡肉、香腸、魚丸、魚板等重組加工品，得免標示。[29][35][36]12月15日，《重組肉品名標示原則》正式上路。依規定，廠商應在品名上標示「重組」或等同的文字說明，例如「塑形肉」、「整形肉」、「組合肉」等，但必須讓消費者明確能辨識是再製肉品，業者若想自創品名，最好先函詢食藥署，以免被消費者檢舉受罰。[37]

## 新聞事件
重組牛肉
2004年10月，因我家牛排（樹森開發股份有限公司關係企業）、貴族世家、原燒、西堤牛排、陶板屋等相關業者爆發重組牛肉事件，10月11日，王品集團親自澄清重組牛肉，並推出全新的牛排，如西堤的原塊牛排使用重組牛肉製成的牛排販售給消費者，並有業者出面澄清且暫停銷售數天。
2014年10月24日，全台最大的牛肉進口商樹森開發股份有限公司向臺中市政府衛生局通報，使用雲林縣詮亞公司向頂新買的「粉末牛油」製成「平價標準牛排」（組合牛肉）93萬餘公斤，其中83萬餘公斤透過經銷商已販賣給燒肉店、牛排館等573家。
組合羊肉
新北市衛生局會同新北市政府警察局刑事警察大隊，配合臺灣高雄地方法院檢察署查察新北華元肉品與威峰等公司的「羊肉捲」疑似添加「豬肉」再切片，以「羊肉火鍋片」販售（兼販售牛肉捲），兩公司為同一何姓負責人，且均未領有食品工廠登記證，屬地下工廠，已移請新北市政府經濟發展局後續查辦。
重組豬肉
豬絞肉
豬排
貢丸
獅子頭（紅燒、清蒸）

## 相關食物
- 英式肉，乾果和香料的混合物中，通常不包含任何肉，常見於
- 英式肉餡餅
- 肉餡餅
- 五香肉餡（英语：forcemeat）
- 機械分離肉（德语：separatorenfleisch）
- 粉紅肉渣
- 食品添加剂
- 壓制火腿（日语：プレスハム），三明治火腿
- 成型薯片
- 韃靼牛肉

## 外部連結
- 食品 （页面存档备份，存于） - 衛生福利部食品藥物管理署（繁體中文）